# 石狩民友新聞
石狩民友新聞（いしかりみんゆうしんぶん）は、かつて有限会社石狩民友新聞社が北海道石狩市で発行していた地方新聞。日本新聞協会には非加盟。月2回発行していた。

## 概要
元北海タイムス記者の立野利通が1988年11月に創刊した。
2009年1月23日付けの440号で休刊。